# Emmet (Arkansas)
Emmet – miasto w Stanach Zjednoczonych, w stanie Arkansas, w hrabstwie Nevada.